# Francisco Maria de Freitas Jácome
Francisco Maria de Freitas Jácome (Tomar, 2 de Março de 1800 — ?) foi um bacharel em Direito, formado  em 1827 pela Universidade de Coimbra. Ligado ao cartismo, foi, no contexto da Patuleia, durante um curto período (12 a 26 de Outubro 1846) governador civil do Distrito de Portalegre, sendo depois nomeado governador civil do Distrito da Horta, cargo que exerceu de 8 de Setembro a 26 de Dezembro de 1849, por António Bernardo da Costa Cabral, ao tempo Presidente do Ministério e Ministro do Reino de um governo que integrava o faialense António José de Ávila como Ministro da Fazenda.